# Dwaalgast
Een dwaalgast of zwerfgast is in een bepaald gebied (buiten zijn areaal) een dier dat slechts zelden wordt gesignaleerd. Soms worden er in zee levende zoogdieren mee aangeduid, soms vleermuizen of insecten, maar meestal betreft het vogels. 
De dwaalgast komt in het gebied waar hij wordt opgemerkt normaal niet voor, maar verliet door bijzondere omstandigheden zoals kou, ziekte, droogte, storm of voedselgebrek zijn natuurlijke habitat. Ook oriëntatieproblemen kunnen een rol spelen, vooral bij de zeezoogdieren.
Dwaalgast is een relatief begrip, want ieder land of gebied heeft zijn eigen soorten.

## Voorbeelden voor Nederland en België
Vogels 
- sneeuwuil
- bosgors
- grijze gors
- grijskopspecht
- rotskruiper
- groene reiger
- heilige ibis

Zoogdieren 
- klapmuts
- ringelrob
- spitssnuitdolfijn van de Blainville
- gewone dolfijn
- tuimelaar

 
Vlinders 
- koningspage
- apollovlinder
- geraniumblauwtje
- boserebia
- blauw weeskind

 